# Bianca A. Santos

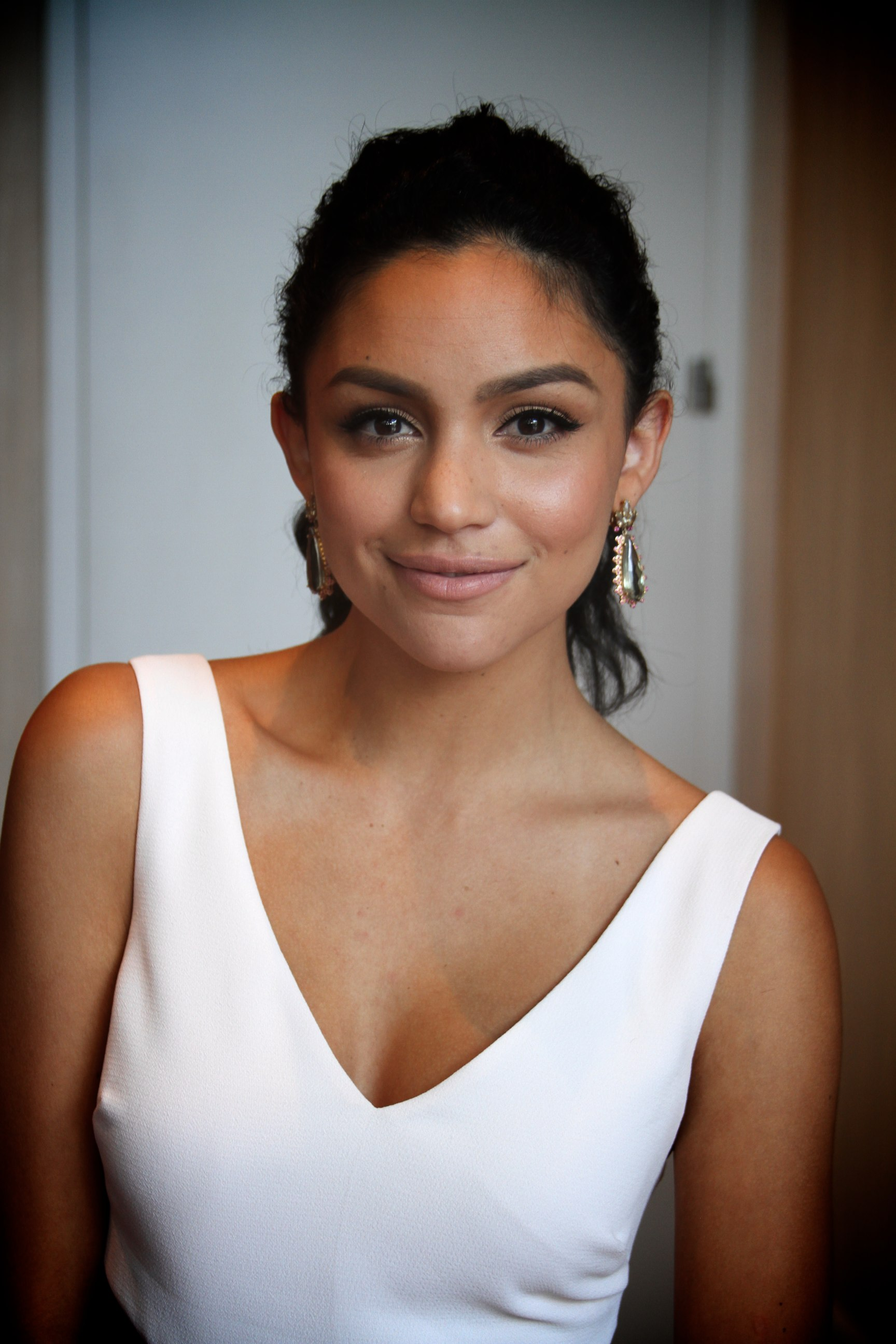
Santos bei den Imagen Awards 2014

Bianca Alexa Santos (* 26. Juli 1990 in Santa Monica, Kalifornien) ist eine amerikanische Schauspielerin, die durch ihre Rolle als Lexi Rivera in der ABC Family Serie The Fosters sowie als Lucy Velez in der MTV-Sitcom Happyland bekannt wurde.

## Biografie
Bianca Alexa Santos ist im kalifornischen Santa Monica geboren.
Sie ist kubanischer und brasilianischer Abstammung und spricht fließend Spanisch und Portugiesisch.
Bianca Santos studierte an der California Lutheran University Psychologie mit Nebenfach Soziologie. Nach dem Abschluss ihres Studiums zog sie wieder nach Hause und nahm Schauspielunterricht.
Im Mai 2013 wurde bekanntgegeben, dass Santos eine Hauptdarstellerin der neuen Serie The Fosters wird. 
2014 hatte sie eine Rolle in dem Horrorfilm Ouija – Spiel nicht mit dem Teufel. 2014 war sie außerdem bei MTV in einer Hauptrolle in Happyland zu sehen.
2015 wurde sie als beste Nebendarstellerin in einem Film in DUFF – Hast du keine, bist du eine für einen Imagen Award nominiert.

## Filmografie
- 2013: Brodowski & Company (Fernsehfilm)
- 2013: Bitter Strippers (Kurzfilm)
- 2013: Channing (Fernsehfilm)
- 2013–2014, 2016: The Fosters (Fernsehserie, 15 Folgen)
- 2014: Ouija – Spiel nicht mit dem Teufel (Ouija)
- 2014: Happyland (Fernsehserie, 8 Folgen)
- 2015: Dream Americano (Fernsehfilm)
- 2015: DUFF – Hast du keine, bist du eine (The Duff)
- 2016: Priceless
- 2016: Wild for the Night (48 Hours to Live)
- 2016: Little Dead Rotting Hood – Keine Angst vorm bösen Wolf (Little Dead Rotting Hood)
- 2016–2018: Keeping It 100 (Miniserie, 4 Folgen)
- 2017: SPF-18
- 2017: Happily Never After (Fernsehfilm)
- 2017: The Best People
- 2017: Avenge The Crows
- 2019: Marvel’s Cloak & Dagger (Fernsehserie, Folge 2x07)
- 2019, 2022: Legacies (Fernsehserie, 5 Folgen)
- 2021: Total Badass Wrestling (Fernsehserie, 10 Folgen)
- 2022: Grey’s Anatomy (Fernsehserie, 4 Folgen)
- 2023: Invitation to a Murder
- 2023: Strange Darling